# Crotalus polystictus
Espèce
Synonymes
- Caudisona polysticta Cope, 1865
- Crotalus ximenesii Dugés, 1877

Statut de conservation UICN

 LC  : Préoccupation mineure
Crotalus polystictus est une espèce de serpents de la famille des Viperidae.

## Répartition
Cette espèce est endémique du centre du Mexique. Elle se rencontre entre 1 450 et 2 600 m d'altitude du sud de l'État de Zacatecas et du nord-est de l'État de Colima au centre-est de l'État de Veracruz et à l'État d'Aguascalientes.

## Description
C'est un serpent venimeux.

## Publication originale
- Cope, 1865 : Third contribution to the herpetology of tropical America. Proceedings of the Academy of Natural Sciences of Philadelphia, vol. 17, p. 185-198 (texte intégral).